# Бернар Дельфонт
Бернар Дельфонт, барон Дельфонт (англ. Bernard Delfont, Baron Delfont; при народженні — Борис Ісакович Виноградський; 5 вересня 1909, Токмак,Таврійська губернія, Російська імперія — 28 червня 1994, Суссек, Великобританія) — відомий британський театральний імпресаріо українського походження

## Життєпис
Бернар Дельфонт народився в місті Токмак, Бердянський повіт, Таврійська губернія, Російська Імперія. Був другою дитиною Ісака та Ольги Виноградських. Його брати Лью Грейд та Леслі Грейд також займались шоу-бізнесом. Його племінник Майкл Грейд (зараз лорд Грейд Ярмутський), син Леслі, зробив карьєру на телебаченні та в кіно. У нього була сестра Ріта Грейд, яка написала книгу про сім'ю під назвою «Мої казкові брати». Родина мала єврейське коріння.
Дельфонт увійшов у театральний менеджмент у 1941 році, завершив карьєру танцюриста. Він показав більш ніж 200 шоу у Лондон та Нью-Йорк, у тому числі більше 50 мюзиклів, у тому числі оригінальні постановки Little Me, Stop the World — I Want to Get Off, City Of Angels и Sweet Charity.
Представляв літні варьєте у багатьох містах країни, в основному на морських курортах. В Блэкпул у нього були всі три пірса (Південний, Центральний та Північний).
Він перетворив лондонський іподром в нічний клуб Talk of the Town, запросив артистів, таких как Ширлі Бэссі, Фрэнк Сінатра, Ерта Кітт та Джуді Гарленд, а також отримав ексклюзивні права від Поль Дерваль на використання сцени Фолі-Бержер на перші години, за межами Париж.

## Професійна діяльність
У 1967 році кампанія Grade Organisation була куплена EMI за 21 мільйонів доларів, а Дельфонт та його брати увійшли до ради директорів EMI. Після оформлення документів він став найбільшим індивідуальним акціонером EMI. У 1969 році став головним виконавчим директором Associated British Picture Corporation після того, як вона була куплена EMI, та був членом ради директорів близько 30 розважальних кампаній. На посаді виконавчого директора EMI, Дельфонт відкликав финансування фільму «Житіє Браяна» у 1978 році в останній момент, через наявність в сценарії гострої сатири на релігійні теми.

## Родина
Дельфонт одружився з актрисою Керол Лінн у 1946 році. У них народились син (Девід) та дві дочки (Сюзанна і Дженіфер). Присвячений у рицарі у 1974 році, отримав пожиттєве перство як барон Дельфонт із Степні у Великому Лондоні 29 червня 1976 року. Помер від серцевого нападу у власному домі в Ангмерингу. Лорд Дельфонт був пожиттєвим президентом благодійного фонду артистів розваг, а його дружина — пожиттєвим губернатором.
Його вдова Керол Лінн (леді Дельфонт), 89 років, померла в результаті хвороби рухових нейронів 17 січня 2008 року у власному будинку в Сассекс, Англія.
У фильмі 2018 року «Стен і Оллі», який розповідає про Лорел і Харді по Об'єднане Королівство в 1953 році, його роль виконав Руфус Джонс.
Майкл Гембон зіграв роль Дельфонта в фільмі 2019 року «Джуді», який розповідає про останні дні Джуді Гарланд.

## Посади
- EMI Ltd
  - Головний виконавчий директор (1979—1980)
- Благодійний фонд артистів розваг
  - Пожиттєвий президент, для якого представлена щорічна Королівська естрадна вистава (1958—1978).
- Entertainment Charities Fund
  - Президент (1983—1991)
- Companion of the Grand Order of Water Rats
- Член Святих і Грішників
- Printers Charitable Corporation
  - Президент 1979 р.
- First Leisure Corporation
  - Генеральний директор 1980—1986 рр.
  - Виконавчий голова 1986—1988 рр..
  - Голова 1988—1992 рр.
  - Президент 1992—1994 рр.
- Bernard Delfont Organisation
  - Директор